# Delfan
Delfan (en persan : دلفان) est une ville de la province du Lorestan en Iran.